# Schnabelwaid
Schnabelwaid è un comune tedesco di 1 023 abitanti, situato nel land della Baviera.